# Hydroporus compunctus
Hydroporus compunctus är en skalbaggsart som beskrevs av Thomas Vernon Wollaston 1865. Hydroporus compunctus ingår i släktet Hydroporus och familjen dykare. IUCN kategoriserar arten globalt som akut hotad. Inga underarter finns listade i Catalogue of Life.